# Paul Kuentz
Paul Kuentz (nacido en Mulhouse, Francia, el 4 de mayo de 1930) es un director de orquesta francés que estudió en el Conservatorio de París entre 1947 y 1950 con Noël Gallon, Georges Hugon y Eugene Bigot. 

## Carrera
Ya durante su época en el Conservatorio se dedicó a buscar obras musicales olvidadas en la Biblioteca Nacional de París. Tras obtener un primer premio de dirección en el Conservatorio en 1950, fundó la Orquesta de Cámara Paul Kuentz al año siguiente y dio su primer concierto en la sala Gaveau de París. Ha realizado numerosas giras por Europa y América y participado en importantes festivales de música. Entre sus interpretaciones más memorables están las de las obras orquestales de Johann Sebastian Bach en la iglesia de Saint-Séverin y en el Carnegie Hall en 1968. Junto con su orquesta, también  completó dos populares giras por África del Sur. Aunque su repertorio se centra en la música de los siglos XVIII y XIX, con frecuencia interpreta música contemporánea, entre ella estrenos de obras de músicos como Pierre-Max Dubois, Jacques Casterede o Jacques Charpentier. En 1956 se casó con la violinista Monique Frasca-Colombier. En 1972 fundó el Coro Paul Kuentz. En 1976 fue nombrado director de la Escuela Nacional de Música de Brest, donde también fundó un coro. Y volvió a fundar otro en 2004 en Lorient

## Grabaciones
Kuentz grabó muchas veces con otras orquestas o, en raras ocasiones con la suya junto con otras agrupaciones. En su aclamada grabación de 1999 de los Carmina Burana de Carl Orff, por ejemplo, utilizó su propio conjunto y la Orchestre des Concerts du Conservatoire. Los lanzamientos más recientes de Kuentz son reediciones de antiguos registros y entre ellos están el CD de Deutsche Grammophon de 2006 A Baroque Guitar Weekend.
A lo largo de los años Kuentz entabló amistad e interpretó junto a algunos de los principales músicos de su época, entre ellos el violonchelista y director Mstislav Rostropovich y el arpista Nicanor Zabaleta, con quien grabó un álbum de conciertos barrocos para arpa en 1989 para Deutsche Grammophon. Entre las primeras grabaciones de Kuentz está su aclamado álbum de dos CD en Pierre Verany de la Pasión según San Juan en 1987. Siguieron otras exitosas grabaciones de Bach, así como un aluvión de otras para diversos sellos.
Entre sus grabaciones están las Suites orquestales, la Misa en si menor (BWV 232) y la Musikalisches Opfer de Bach; Las cuatro estaciones y otros conciertos de Vivaldi; conciertos para flauta de Joseph Haydn, Blavet, Mozart, Jean-Marie Leclair y Pergolesi; música de Michel-Richard Delalande, Jean-Joseph Mouret, Giovanni Gabrieli y Glock; el Concierto KV 299, el Réquiem, Bastien und Bastienne y las Sonatas de iglesia de Mozart; conciertos para arpa de Händel, Johann Georg Albrechtsberger, Boiledeu, Wagenseil y Carl Ditters von Dittersdorf. También las Sinfonías núms. 85 de Joseph Haydn para EMI y otras grabaciones para Decca y Deutsche Grammophon.
Algunas otras grabaciones son:
- Nicanor Zabaleta, Harfe (arpa). Ravel, Debussy, Handel, Albrechstberger. Paul Kuentz Chamber Orchestra. DGG LP 139 304. 1967.
- Mozart Litanie, KV 339, grabada con la Orquesta de Cámara Paul Kuentz acompañando al Hamilton College Choir (LP editado de forma privada) Comienzos de la década de 1970.
- En junio de 1990, interpretó el Réquiem y la Krönungsmesse (Misa de la Coronación) de Mozart en la iglesia de Saint-Etienne du Mont de París, que se grabó en vídeo.
- Marc-Antoine Charpentier, Te Deum H.146, Johann Sebastian Bach, Magnificat BWV 243, Hélène Obadia, soprano 1, Brigitte Vinson, soprano 2, Madeleine Jalbert, contralto, Hervé Lamy, tenor, Philipp Langshaw, bajo, Orquesta y Coro Paul Kuentz,  CD Pierre Vérany PV 730048 (1994-1995).
- Vivaldi: Narciso Yepes - Takashi et Silvia Ochi - Monique Frasca-Colombier, Orchestre Paul Kuentz - Paul Kuentz – Version intégrale des concerts pour luth et mandoline. DGG LP DG 2530.211